# Chrysobothris purpurifrons
Chrysobothris purpurifrons är en skalbaggsart som beskrevs av Victor Ivanovitsch Motschulsky 1859. Chrysobothris purpurifrons ingår i släktet Chrysobothris och familjen praktbaggar. Inga underarter finns listade i Catalogue of Life.